# Renealmia stenostachys
Renealmia stenostachys là một loài thực vật có hoa trong họ Gừng. Loài này được K.Schum. miêu tả khoa học đầu tiên năm 1904.